# تاء الفاعل
تاء الفاعل هي التاء المتحركة التي تميز الفعل الماضي عن غيره وهي تلحق آخر الفعل الماضي. وسميت بتاء الفاعل لأنها تعود على من قام بالفعل. وهي متحركة وتتمثل في : تاء المتكلم (ذهبتُ)، وتاء المخاطب (ذهبتَ)، وتاء المخاطبة (ذهبتِ). ومن الأخطاء الشائعة كتابة ياء بعدها (ذهبتي). هذه التاء يسمونها تاء الفاعل، وهي تعرب ضمير مبني في محل رفع فاعل او نائب فاعل أو رفع اسم كان أو إحدى أخواتها.